# Hans Albert
Hans Albert, född 8 februari 1921 i Köln, död 24 oktober 2023 i Heidelberg, var en tysk filosof, samhällsforskare och professor i samhällsvetenskap och generell metodologi vid universitetet i Mannheim, som främst utmärkt sig inom vetenskapsteorin. 
Han är en kritisk rationalist, som kritiserat den hermeneutiska tradition som fått starkt fäste i hans hemland genom företrädare som Martin Heidegger och Hans-Georg Gadamer.

## Kritisk rationalism
Såsom kritisk rationalist torde Albert vara mest känd för att ha givit Karl Popper en koncis definition av begreppet i fråga, vars betydelsefält han utvidgar till att omfatta ett slags livsföring. Enligt Albert finns inget område av mänsklig aktivitet som inte borde förhållas kritiskt till. Därmed har han använt den kritiska rationalismen inom samhällsvetenskapen, i synnerhet inom ekonomi, statsvetenskap, rättsvetenskap, och till och med religion. Den kritiska rationalismen är med Alberts synsätt en av de äldsta traditionerna i Europa, och sträcker sig ända tillbaka till försokratikerna.
Redan innan han publicerade sin första bok var han känd för en bredare publik genom sin medverkan i ”positivismdispyten” (Positivismusstreit), i vilken han svarade emot företrädare för den så kallade Frankfurtskolan. Hans bidrag bestod bland annat av att uppställa en distinktion mellan positivism och kritisk rationalism, och att argumentera emot vissa strömningar i sociologin varmed han emotsatte sig efterliknandet av naturvetenskapernas metod inom samhällsvetenskaperna. Han myntade begreppet immunitet mot kritik för att beteckna det förhållandet att nya teorier och vetenskapliga rön har svårt att spridas och att få gehör, ofta på grund av ideologiska motsättningar.
Välkänd är likaså hans kunskapsteori, kallad Münchhausens trilemma  efter Baron von Münchhausen, som handlar om vetenskaplig legitimering; alla försök till legitimering måste misslyckas, såväl genom deduktion som andra sätt, eftersom bevisningen är oändlig om ingen premiss tas för given. Albert föreslår att vetenskapsmannen bör se till konsekvenserna av ett tänkande, i stället för att finna en solid grund för sanningen.